# Ostrov Lakăt
Ostrov Lakăt este o arie protejată (arie de protecție specială avifaunistică — SPA) din Bulgaria întinsă pe o suprafață de 1.260,94 ha, integral pe uscat.

## Localizare
Centrul sitului Ostrov Lakăt este situat la coordonatele 43°42′59″N 24°59′08″E / 43.716389°N 24.985556°E.

## Înființare
Situl Ostrov Lakăt a fost declarat arie de protecție specială avifaunistică în martie 2007 pentru a proteja 27 de specii de animale.

## Biodiversitate
Situată în ecoregiunea continentală, aria protejată nu include niciun habitat protejat.
La baza desemnării sitului se află mai multe specii protejate de  păsări (27): rață lingurar (Anas clypeata), rață pitică (Anas crecca), rață fluierătoare (Anas penelope), rață mare (Anas platyrhynchos), rață cârâitoare (Anas querquedula), rață pestriță (Anas strepera), gârliță mare (Anser albifrons), gâscă cenușie (Anser anser), stârc cenușiu (Ardea cinerea), rață-cu-cap-castaniu (Aythya ferina), rața moțată (Aythya fuligula), Bucephala clangula, barză albă (Ciconia ciconia), lebădă de vară (Cygnus olor), egretă albă (Egretta alba), egretă mică (Egretta garzetta), cufundar polar (Gavia arctica), codalb (Haliaeetus albicilla), ferestraș mic (Mergus albellus), ferestrașul mare (Mergus merganser), stârc de noapte (Nycticorax nycticorax), pelican creț (Pelecanus crispus), pelican mare alb (Pelecanus onocrotalus), cormoran mare (Phalacrocorax carbo), cormoran mic (Phalacrocorax pygmeus), corcodel mare (Podiceps cristatus), corcodel-cu-gât-negru (Podiceps nigricollis)